# Bitwy o Gusz Ecjon
Bitwy o Gusz Ecjon zostały stoczone podczas wojny domowej w Mandacie Palestyny. Walki były toczone o izolowany blok żydowskich osiedli Gusz Ecjon, który był położony na południe od Jerozolimy w Judei. Do pierwszej bitwy doszło 14 stycznia 1948 roku, do drugiej 4 maja 1948 roku, a kulminacyjnym momentem była trzecia bitwa stoczona w dniach 12-13 maja 1948 roku. Blok osiedli Gusz Ecjon został zdobyty i zniszczony przez transjordańskich żołnierzy Legionu Arabskiego.

## Tło wydarzeń

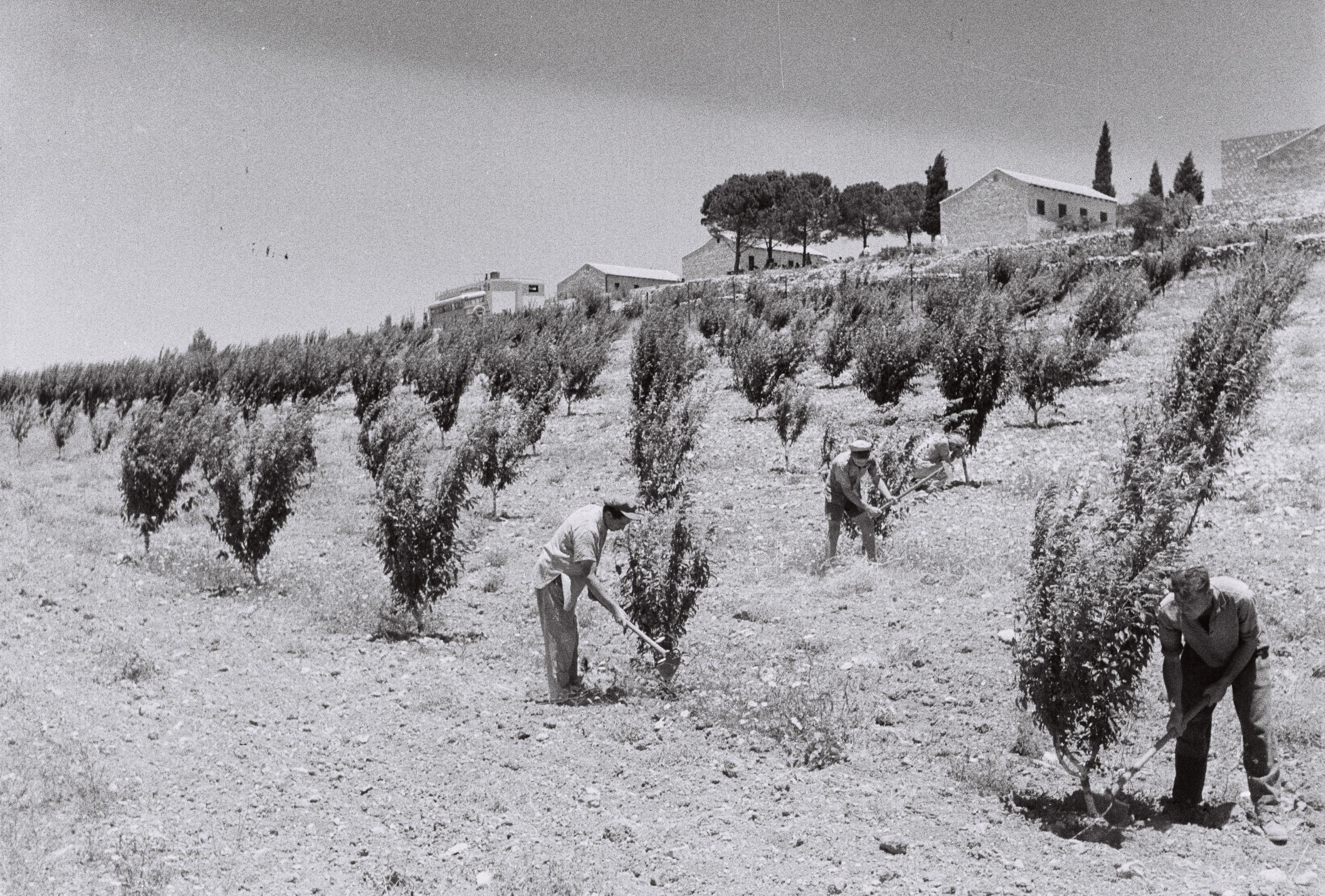
Kibuc Kefar Ecjon w kwietniu 1947 r.

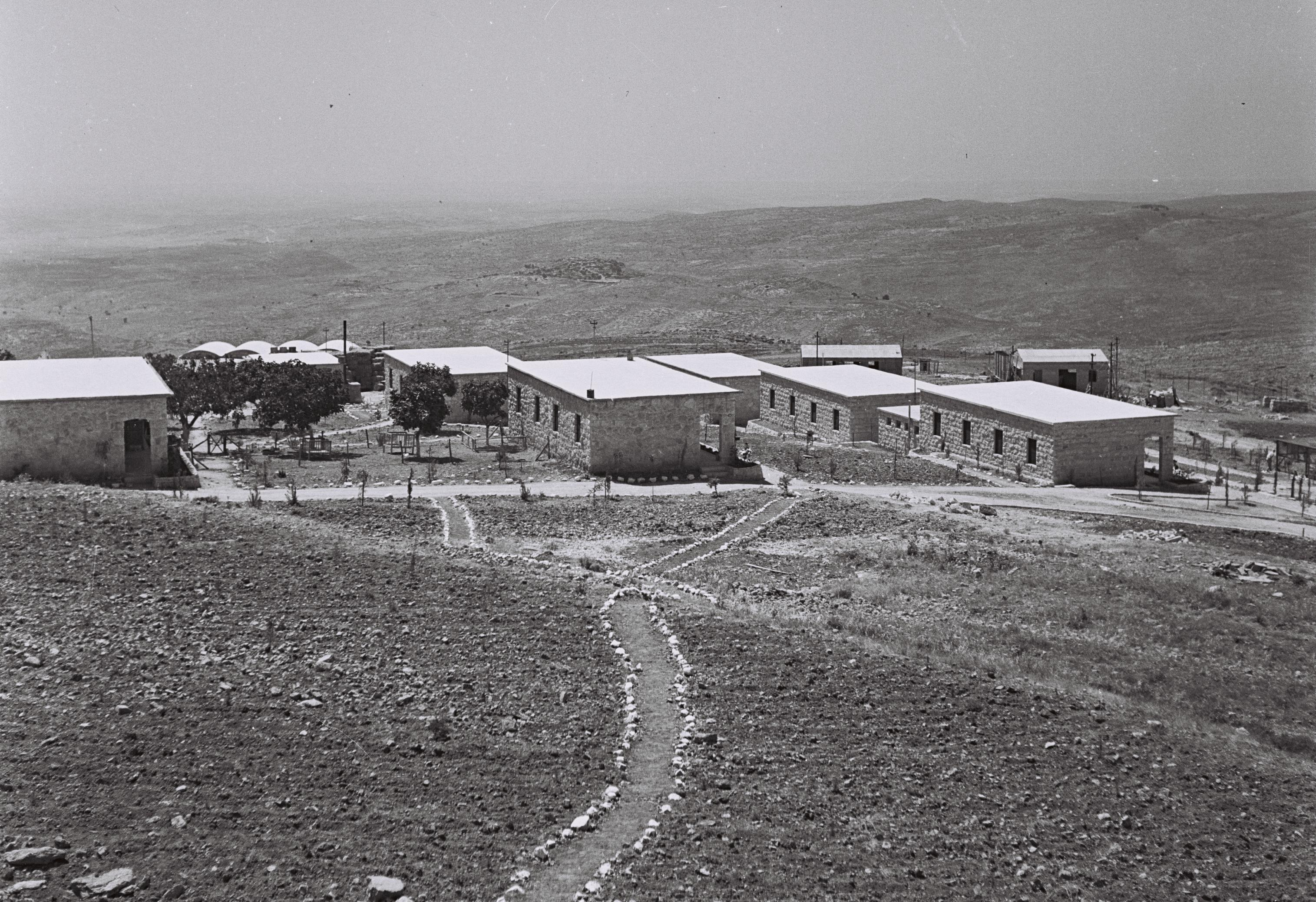
Kibuc Massu’ot Jicchak w maju 1947 r.

Gusz Ecjon była grupą osiedli żydowskich położonych w górach Judei, bezpośrednio na południe od Betlejem i Jerozolimy. Trzon bloku składał się z czterech rolniczych osad, które zostały założone w latach 1940-1947 na nieruchomościach zakupionych przez żydowskie organizacje syjonistyczne. Jako pierwszy, w 1927 roku powstał religijny kibuc Migdal Eder. Jego całkowita izolacja została przerwana dzięki założeniu w 1945 roku sąsiedniego kibucu Massu’ot Jicchak. Następnie w 1946 roku powstał kibuc En Curim, a w 1947 roku kibuc Rewadim. Pod koniec 1947 roku blok osiedli Gusz Ecjon zajmował powierzchnię 20 km² i liczył 450 mieszkańców, w tym 69 dzieci. Społeczności były całkowicie izolowane i otoczone przez nieprzyjaźnie nastawione osady arabskie. Przyjęta 29 listopada 1947 roku Rezolucja Zgromadzenia Ogólnego ONZ nr 181 przyznała obszar Gusz Ecjon przyszłemu państwu arabskiemu, które miało powstać w Palestynie. Przywódcy społeczności żydowskiej zaakceptowali ten plan, jednak Arabowie odrzucili rezolucję ONZ i dzień później doprowadzili do wybuchu wojny domowej w Mandacie Palestyny. W jej pierwszej fazie arabskie ataki były skoncentrowane na żydowskie linie komunikacyjne, które przebiegały przez tereny i miejscowości, w których społeczność arabska miała przewagę ilościową. W ten sposób rozpoczęła się „wojna o drogi”. Na początku grudnia 1947 roku w rejon Jerozolimy dotarł pierwszy oddział Armii Świętej Wojny dowodzony przez Abd al-Kadir al-Husajniego. Podszedł on ze swoim liczącym około stu bojowników oddziałem do wsi Surif, na południowy zachód od Jerozolimy. Dołączyło tu do niego wielu młodych arabskich wieśniaków, z których niektórzy byli weteranami brytyjskiej armii. W ten sposób jego siły bardzo szybko urosły do kilku tysięcy ludzi. Ich celem było sparaliżowanie żydowskiej komunikacji w regionie oraz całkowite odcięcie Zachodniej Jerozolimy.
Normalnie do bloku Gusz Ecjon każdego dnia docierał transport z zaopatrzeniem, oraz regularnie kursował autobus. Droga łącząca osiedla z Jerozolimą, przebiegała przez miasto Betlejem, które wraz z sąsiednimi wsiami tworzyło gęsto zamieszkany arabski obszar. Siły arabskie posiadały tutaj zdecydowaną przewagę i z łatwością przecięły żydowską linię komunikacyjną, nakładając w ten sposób blokadę na Gusz Ecjon. Od tej pory, trwająca zazwyczaj 30 minut podróż stała się niezwykle trudna. W dniu 8 grudnia 1947 roku doszło do pierwszego ostrzelania samochodu kursującego na tej trasie. Dowództwo organizacji paramilitarnej Hagana podjęło wówczas decyzję o nie ewakuowaniu mieszkańców Gusz Ecjon. Wzmocniono ich obronę oddziałem rezerwowym Palmach, oraz umundurowanymi policjantami z Mobilnej Straży (hebr. Miszmarot Najim) i Strażników (hebr. Heil Ha-Miszmar). Dodatkowo zarządzono, że pojazdy jadące do Gusz Ecjon nie mogły już poruszać się samodzielnie i były łączone w konwoje. Każdy wyjeżdżający z Jerozolimy konwój musiał mieć zabezpieczoną odpowiednią eskortę i posiadać dokładnie zaplanowaną trasę przejazdu. Te pierwsze konwoje wykorzystywały jeszcze otwarte samochody ciężarowe (zazwyczaj pick-upy), ponieważ władze brytyjskie twierdziły, że pojazdy opancerzone mogą niepotrzebnie rozdrażnić Arabów. Konwojom takim czasami towarzyszył oficjalny patrol umundurowanej Policji Żydowskich Osiedli (hebr. Miszteret Ha-Jiszuwim Ha-Iwrijim). W dniu 11 grudnia 1947 roku wysłano konwój czterech samochodów ciężarowych, który wpadł w zasadzkę. Zginęło wówczas 10 Żydów. Konwój ten przeszedł do historii jako Konwój Dziesięciu. Hagana postanowiła wtedy, że odtąd będzie wykorzystywać pojazdy opancerzone stalowymi płytami w konwojach. Następnie 5 stycznia 1948 roku ewakuowano wszystkie matki z dziećmi z Gusz Ecjon do Jerozolimy (zamieszkały w klasztorze Sióstr Syjońskich). W dniu 12 stycznia wysłano konwój czterech samochodów ciężarowych z materiałami wybuchowymi, koktajlami Mołotowa i amunicją (eskortę stanowiło 15 uzbrojonych osób). Został on zaatakowany w pobliżu arabskiej wioski al-Chadr, ale zdołał bez strat dotrzeć do Gusz Ecjon. W konwoju przyjechał wówczas Uzi Narkiss, który objął na miejsce Danny’ego dowództwo obrony Gusz Ecjon. Rankiem następnego dnia do Jerozolimy powrócił konwój czterech samochodów z poprzedniego dnia. Zachęciło to dowództwo do wysłania kolejnego większego konwoju. Jeszcze 13 stycznia wyruszyły 23 samochody ciężarowe z żywnością i zwierzętami domowymi (w tym dwie krowy i 20 klatek z kurami). Na obrzeżach Betlejem napotkano na blokady uliczne, które pomimo mocnego ostrzału, zdołały pokonać trzy pojazdy. Dotarły one do posterunku brytyjskiej policji w Betlejem, gdzie zostały zatrzymane przez Brytyjczyków. Dwa inne samochody zostały podpalone przez Arabów. Pozostałe wycofały się do Jerozolimy. W zasadzce zginęło 2 Żydów (ciało Chenocha Zilbersteina było wielokrotnie ugodzone nożami i spalone, natomiast ciała Notre Zorobabela nigdy nie odnaleziono).

## Pierwsza bitwa (14 stycznia 1948)

### Układ sił
Pod koniec grudnia 1947 roku w bloku osiedli Gusz Ecjon (cztery kibuce Migdal Eder, Massu’ot Jicchak, En Curim i Rewadim) było około 100 żołnierzy z Brygady „Ecjoni” oraz liczący 55 żołnierzy oddział rezerwowy Palmach z Brygady Harel. Większość żołnierzy z Brygady „Ecjoni” była studentami, i jedynie 35 z nich przeszło szkolenie wojskowe przygotowujące do walki. Również stan oddziału Palmach nie był zbyt dobry, ponieważ 26 z nich było jeszcze rekrutami. Obroną dowodził Uzi Narkiss. Wywiad wojskowy Hagany na kilka dni przed 14 stycznia doniósł o koncentracji sił arabskich w rejonie Gusz Ecjon. Wielkość tych sił oceniano na około 200-300 arabskich ochotników. Przypuszczano, że planują oni zaatakować i zniszczyć wszystkie cztery tutejsze kibuce. Pomimo licznie napływających z terenu raportów, dowództwo nie doceniało wielkości sił atakujących i nie było świadome rzeczywistych rozmiarów ataku.
Dowodzący siłami Armii Świętej Wojny w rejonie Jerozolimy Abd al-Kadir al-Husajni wysłał do ataku na Gusz Ecjon silny batalion piechoty. Było to około 400 dobrze przeszkolonych i uzbrojonych ochotników, których wspierało około 100-200 miejscowych Arabów z osobistą bronią. Plan ataku zakładał zajęcie niewielkiej arabskiej wioski Challet Sakarija, która była położona w samym środku bloku żydowskich osiedli. Ta strategicznie położona wieś została porzucona przez mieszkańców po ataku na Konwój Dziesięciu. Zajęcie tej wioski byłoby wbiciem klina w żydowską obronę, rozbijając blok na cztery oddzielne osiedla. Wioska zablokowałaby także główną drogę, uniemożliwiając przesyłanie żydowskich posiłków pomiędzy atakowanymi kibucami. Z Challet Sakarija wyprowadzono by ataki, zajmując i niszcząc kolejne kibuce. Na okolicznych wzgórzach zgromadzili się liczni Arabowie, w tym wiele kobiet z dziećmi. Oczekiwali oni z torbami i koszami na wynik bitwy, aby wziąć udział w dzieleniu łupów.

### Przebieg pierwszej bitwy
Rankiem 14 stycznia 1948 roku Arabowie urządzili zasadzkę na rolników przy kibucu En Curim, zabijając jednego z nich. Gdy pozostali rolnicy uciekli, arabska milicja zajęła pobliskie wzgórze, z którego rozpoczęto atak na wieś Challet Sakarija. Była ona broniona przez dwie drużyny Hagany, którymi dowodził Menachem Richman (pseudonim „Riczi”). Powstrzymali oni arabskie natarcie, które załamało się pod bocznym ogniem prowadzonym z pobliskiego kibucu Migdal Eder. Następnie Arabowie otoczyli z trzech stron Migdal Eder, ale gdy podeszli do niego bliżej, zostali odepchnięci silnym ogniem karabinowym. Tymczasem, dowodzący obroną Uzi Narkiss (główną siedzibę miał w Migdal Eder) powiadomił dowództwo w Jerozolimie o ataku. Poprosił ich o zażądanie od brytyjskiej armii interwencji i powstrzymania ataku. W międzyczasie Arabowie ponowili ataki na wieś Challet Sakarija, zajmując część ruin domów. Ich obrońcy poprosili dowództwo o wyrażenie zgody na wycofanie się, argumentując to brakiem amunicji. Nie jest jasne, czy uzyskali oni takie zezwolenie, ale rozpoczęli wycofywanie się. Naprzeciw wyszedł im Arie Amit. Grożąc, że jeśli się wycofają, Palmach będzie do nich strzelać, zmusił ich do powrotu na stanowiska w Challet Sakarija. Arabowie widząc ich powrót, zaatakowali z podwójną siłą. Zginął wówczas Joszua Marks, a dalsza obrona Challet Sakarija była zagrożona.
Arie Amit przeprowadził natychmiastowy kontratak siłami trzech drużyn, każda po 10 żołnierzy. Jedna drużyna zajęła wzmocniła obronę Challet Sakarija. Druga drużyna pod dowództwem Jair Grunera zajęła sąsiednie wzgórze, które dominowało nad okolicą. Prowadząc stąd ogień wzmocnili obronę Challet Sakarija. Ze wzgórza Arie Amit dostrzegł w pobliżu główne siły arabskie. Około 300 arabskich ochotników odpoczywało i jadło posiłek, przygotowując się do ostatecznego ataku na Gusz Ecjon. Stało się wtedy oczywiste, że dotychczasowy atak był tylko rekonesansem mającym zmylić obrońców. Arie Amit przeprowadził ze swoimi ludźmi natychmiastowy atak, ostrzeliwując z karabinów i pistoletów maszynowych zaskoczonych Arabów. W ich obozie powstało wielkie zamieszanie i Arabowie zaczęli w panice uciekać. Gdy Abd al-Kadir al-Husajni uporządkował swoje oddziały i przeprowadził kontratak na stanowiska żydowskie na wzgórzu, nie było już tam nikogo. Arie Amit przegrupował wcześniej swoich ludzi, i teraz z bocznego skrzydła otworzył ogień do nacierających Arabów. Znaleźli się oni na otwartej przestrzeni w krzyżowym ogniu. Widząc odwrót Arabów, żydowscy obrońcy również rozpoczęli odwrót, aby przed ciemnością nocy dotrzeć do kibucu Migdal Eder. Śmiertelnie został wówczas postrzelony w klatkę piersiową Jair Gruner. Pozostali powrócili bezpiecznie do Migdal Eder.

### Konsekwencje pierwszej bitwy

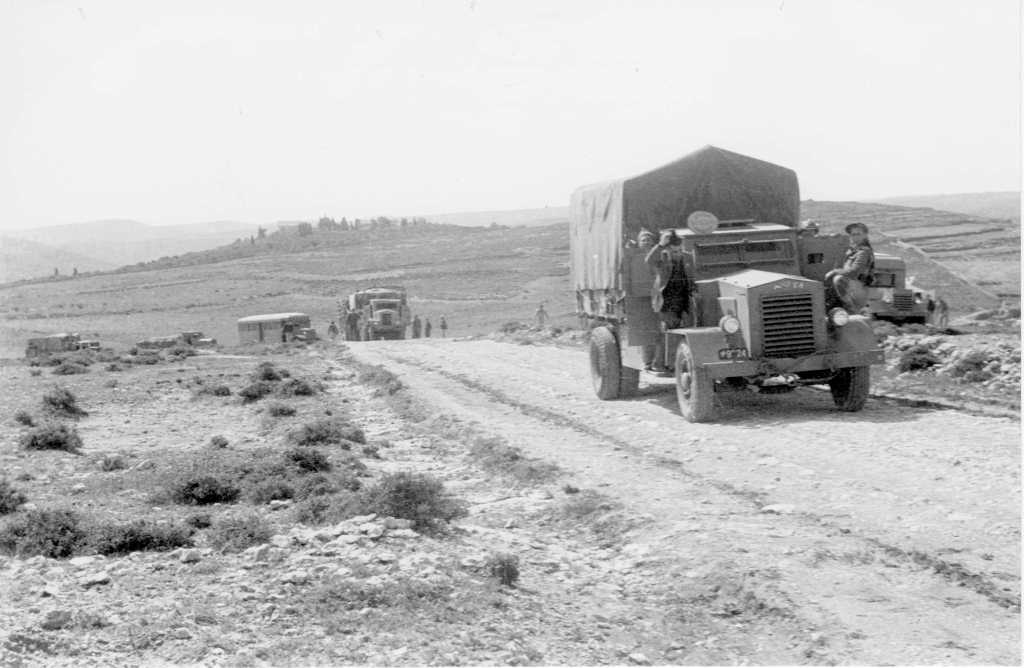
Żydowski konwój Palmach przedzierający się z Jerozolimy do Gusz Ecjon

Atak na Gusz Ecjon okazał się wielką porażką Arabów. Siły al-Husajniego straciły około 200 zabitych i wielu rannych. Gdy później wywiad Hagany zbierał informacje, uzyskał nazwiska 100 zabitych i 104 rannych. Cyfry te były porażające, i to pomimo wysiłków Arabów do ukrycia wielkości porażki. Po przegranej Abd al-Kadir al-Husajni zrezygnował ze swoich planów zdobywania żydowskich osiedli i ponownie skoncentrował ataki na drogach. Okoliczni arabscy mieszkańcy obawiali się teraz możliwego żydowskiego odwetu. Nie ufali już Armii Świętej Wojny, którą wspierał Wielki Mufti Jerozolimy Al-Hadżdż Muhammad Amin al-Husajni. W konsekwencji oznaczało to spadek roli klanu al-Husajnów, a wzrost znaczenia Arabskiej Armii Wyzwoleńczej, której oddziały zaczęły wkraczać do Palestyny. Tymczasem strona żydowska świętowała wielkie zwycięstwo. Obrońcy stracili 3 zabitych i 9 rannych. Jigael Jadin powiedział, że „był to jeden z naszych największych sukcesów, wielkie zwycięstwo.” Jigal Allon napisał, że kontratak w bitwie o Gusz Ecjon był najbardziej udanym ze wszystkich wojen. Brytyjczycy wiedzieli o ataku, ale nic nie zrobili. Jednak sytuacja odizolowanego bloku osiedli była bardzo ciężka - w kibucach brakowało amunicji, leków, materiałów opatrunkowych i przede wszystkim obrońców. Z tego powodu Uzi Narkiss zażądał ewakuacji rannych i dostarczenia uzupełnień. Jadący z pomocą konwój wpadł 16 stycznia w zasadzkę, w której zginęło 35 żydowskich żołnierzy. Konwój ten przeszedł do historii jako Konwój Trzydziestu Pięciu. 21 marca dowództwo nad obroną Gusz Ecjon objął Mojżesz Zilbershmidt, a Uzi Narkiss został dowódcą 4 Batalionu Palmach w Brygadzie Harel.